# الحياة القصيرة لخوسيه أنطونيو غوتيريز
الحياة القصيرة لخوسيه أنطونيو غوتيريز ( بالإنجليزية: The Short Life des José Antonio Gutierrez ) هو فيلم وثائقي صدر عام 2006 من إخراج هايدي سبيكوجنا حول ثاني جندي مشاة بحرية أمريكي يموت أثناء غزو العراق عام 2003 (الملازم شاين تشايلدرز كان أول أمريكي مات في حرب العراق). كان غوتيريز من غواتيمالا وكان من الجنود الحائزين على البطاقة الخضراء ، أي أنه حصل على الجنسية الأمريكية بعد وفاته فقط. قُتل بنيران صديقة .
يحكي الفيلم قصة طفولته من خلال مقابلات مع الأشخاص الذين عرفوه. كان غوتيريز يعيش كطفل شوارع، مثل العديد من الأطفال الغواتيماليين الآخرين الذين فقدوا والديهم خلال حرب الإبادة الجماعية الاهلية التي شاركت فيها وكالة المخابرات المركزية الأمريكية والمخابرات الروسية (كي جي بي) بشكل نشط. في وقت لاحق، وجد ملجأ في دار للأيتام وتمكن من العثور على أخته.
عندما كبر قرر غوتيريز الذهاب إلى الولايات المتحدة لأنه أراد أن يصبح مهندسًا معماريًا. لقد كان رسامًا موهوبًا ولم ير أي إمكانية لتحقيق حلمه في وطنه. يرافق الفيلم مجموعة من النساء الشابات اللواتي، على الرغم من المخاطر التي يدركنها، يستقلن قطار الشحن كما فعل غوتيريز. في الولايات المتحدة، تمكن غوتيريز من الالتحاق بالمدرسة الثانوية لأنه كان يبدو أصغر سنا مما هو عليه. لأنه كان يعتبر قاصراً لم يكن من الممكن ترحيله. حصل على البطاقة الخضراء.
بعد المدرسة الثانوية أصبح جنديًا في البحرية ، الأمر الذي فاجأ بعض من عرفوه لأنه كان يرفض التحدث باللغة الإنجليزية وكان فخوراً بأنه غواتيمالي. ويبدو أن غوتيريز لم ير أي وسيلة أخرى لتحقيق طموحاته سوى المخاطرة بحياته من أجل بلد لم يعتبره بلده.
بعد وفاته أبلغ السفير الأمريكي شقيقة غوتيريز بالأمر. و عُرض عليها تأشيرة دخول إلى الولايات المتحدة والتي قبلتها.
على الرغم من أن الفيلم يركز على غوتيريز وغواتيمالا، إلا أنه، مثل الأفلام الحديثة الأخرى (على سبيل المثال كابوس داروين )، يمكن اعتباره أيضًا رمزًا للعولمة .

## الجوائز
حصل فيلم "الحياة القصيرة لخوسيه أنطونيو غوتيريز " على جائزة "أفضل فيلم وثائقي" في جائزة الفيلم السويسري لعام 2007، إلى جانب الأفلام المرشحة أيضًا: Hippie Masala ، وDas Erbe der Bergler ، و Ein Lied für Argyris ، و La liste de Carla .

## روابط خارجية
- الحياة القصيرة لخوسيه أنطونيو غوتيريز  في قاعدة بيانات الأفلام على الإنترنت (بالإنجليزية)